# Bungarus niger
Bungarus niger är en ormart som beskrevs av Wall 1908. Bungarus niger ingår i släktet kraiter och familjen giftsnokar. Inga underarter finns listade.
Denna orm förekommer i nordöstra Indien (Assam) och i angränsande regioner av Nepal, Bhutan och Bangladesh. Arten lever i låglandet och i bergstrakter upp till 1700 meter över havet. Exemplaren vistas ofta i klippiga områden nära vattendrag. De hittas ofta i skogar. Ibland besöker de på natten människans samhällen. Honor lägger ägg.
Beståndet hotas av skogsröjning. Flera exemplar dödas i trafiken eller av personer som inte vill ha ormar nära sin bostad. Hela populationen anses vara stor. IUCN listar arten som livskraftig (LC).